# Send Me Some Lovin’
Send Me Some Lovin’ ist eine Rock-’n’-Roll-Ballade, die auf die Komposition Wish You Were Here von Leo Price zurückgeht und die John Marascalco im Jahr 1956 für den Rock-’n’-Roll-Sänger Little Richard überarbeitete. Das getragene, in einem ternären Rhythmus gespielte Stück besteht aus einer zweiakkordigen Strophenfolge, die zweimal von einer Bridge unterbrochen wird. Das Lied handelt von der Sehnsucht nach einer abwesenden, geliebten Person. Der Song wurde im März 1957 zusammen mit Lucille von Specialty Records mit der Single-Nummer 598 erstveröffentlicht. Send Me Some Lovin’ erreichte den dritten Platz der amerikanischen R&B-Charts und als Crossover Platz 54 der genreunabhängigen Pop-Charts des Billboard-Magazins. Im Lauf seiner Karriere hat Little Richard den Song weitere fünf Mal aufgenommen und zur Veröffentlichung bei Vee-Jay Records, Modern Records, Okeh Records, K-tel und beim Eastworld-Label gebracht. Von den über 60 Coverinterpreten konnte nur Sam Cooke im Jahr 1963 dem Original in die Pop-Charts folgen. 1972 kam die Country-Version von Hank Williams, Jr. im Duett mit Lois Johnson in die amerikanischen Country-Charts.

## Entstehung
Leo Price hatte 1953 für seinen Bruder Lloyd Price den Titel Ain’ That a Shame? geschrieben und war dadurch in Kontakt zu dessen Plattenlabel Specialty Records gekommen. Dort konnte er eine Demoversion seiner Komposition Wish You Were Here aufnehmen. Das Stück beruhte auf einem langsamen, triolisch gespielten, minimalistischen Blues, der lediglich zwischen dem Grundakkord C-Dur und der Dominante G-Dur wechselt. Das genaue Datum und das beteiligte Personal der Aufnahme sind nicht mehr bekannt. Mit der Demoversion ging der Labelchef Art Rupe auf den italienstämmigen Songwriter John Marascalco zu, der seit Anfang 1956 bereits fünf Songs zum Rock-’n’-Roll-Repertoire des erfolgreichsten Specialty-Künstlers Little Richard beigesteuert hatte. Rupe war der Song nicht „kommerziell genug“ und Marascalco sollte versuchen, ihn für Little Richard zu überarbeiten. Der Songwriter übernahm lediglich die erste Strophe, fügte weitere Strophen hinzu und baute eine Bridge ein.
Der Song stand erstmals am 6. September 1956 bei einer Aufnahmesession im Studio Master Recorders in Los Angeles auf dem Programm. Little Richard hatte gegenüber Art Rupe und seinem Produzenten Bumps Blackwell durchgesetzt, dass er nicht wie bei seinen ersten drei Singles mit der Studio Band in New Orleans aufnehmen musste, sondern dass seine eigene Live-Band The Upsetters zum Zuge kommen sollte. Es spielten unter der Leitung von Rupe und Blackwell und im Beisein des Songwriters Marascalco Nathaniel Douglas an der Gitarre, Olsie Robinson am Bass, Clifford Burks, Wilbert Smith und Grady Gaines an den Tenorsaxophonen, Jewell Grant am Baritonsaxophon und Charles Connor am Schlagzeug. Von den mindestens neun Takes sind zwei annähernd vollständige Einspielungen erhalten, die aber den Ansprüchen der Produzenten nicht genügten. Specialty-Archivar Billy Vera beurteilte die Aufnahme als „perfektes Beispiel, dass eine großartige Liveband, die berauschende Konzerte geben kann, für die Studioarbeit zu undiszipliniert ist.“ Einen guten Monat später am 16. Oktober 1956 wurde der Titel daher erneut aufgenommen, diesmal in bewährter Besetzung in Cosimo Matassas J&M-Studio. Neben Matassa und Bumps Blackwell an den Mischpulten waren Roy Montrell für die Gitarre, Frank Fields für den Bass, Lee Allen für das Tenorsaxophon, Alvin Tyler für das Baritonsaxophon und Earl Palmer für das Schlagzeug gebucht. Diese Version wurde für die Veröffentlichung auf Single gewählt.

## Musikalischer Aufbau

Titelblatt einer Notenausgabe von 1965

Send Me Some Lovin’ ist eine langsame Ballade in C-Dur. Die Strophen bestehen aus zwei Takten Tonika (C-Dur), vier Takten Dominante (G-Dur), wobei zum dritten Takt auf den Septakkord gewechselt wird, und wieder zwei Takten Tonika, von denen der zweite nur den ersten Schlag lang erklingt und ansonsten ein instrumentales Break herrscht. Eine markante Instrumentierung sind die in Achtel-Triolen gespielten Akkorde auf dem Klavier. Von den Saxophonen wird zudem ein durchgehend gespieltes Riff dargeboten, welches auf den Viertelnoten zwischen dem Grundton des jeweiligen Akkordes und der darüberliegenden Quinte pendelt, wobei dem Grundton auf der vorherigen dritten Achtel der Triole eine aufsteigende kleinen Sekunde, der Quinte eine von der Sexte absteigende große Sekunde vorangestellt werden.
Die erste Strophe hat vier Verse, die jeweils im Sinne von Auftakten bis zu ihrer letzten betonten Silbe vor dem ersten Schlag des ersten, dritten, fünften und siebten Taktes gesungen werden. Die zweite Strophe schließt sich unmittelbar mit gleichem Aufbau an.
Diese Instrumentierung und Singweise findet auch in der folgenden acht-taktigen Bridge Verwendung, die mit zwei Takten Subdominante (F-Dur) beginnt, mit zwei Takten Tonika (C-Dur) fortfährt, dann auf zwei Takte Doppeldominante (D-Dur) wechselt, um auf zwei Takten Dominante (G-Dur) erneut mit einem drei-schlägigen Break eine funktionale Spannung für den Wechsel zum neuerlichen Strophenbeginn aufzubauen. Auf die dritte Strophe folgt erneut die Akkordabfolge der Bridge, über der das Saxophon soliert. Mit einer Wiederholung der dritten Strophe und zwei gemeinsamen, instrumentalen Abschlussakkorden endet das Stück.

## Inhalt
Der Song handelt von der Sehnsucht nach einer geliebten Person, die per Telefon, Brief oder in Abwesenheit adressiert wird. Über die ersten beiden Strophen hinweg steigert sich der Wunsch des Ich-Erzählers, ein Zeichen der Liebe geschickt zu bekommen: Zuerst wünscht er sich „etwas Liebe“ (some lovin’), dann ein „Foto“ (your picture) und endlich verlangt es ihm in der Bridge nach „Küssen“ (your kisses). In der dritten, einmal wiederholten Strophe ist der Sänger wieder bei sich und bedauert die „Einsamkeit der Tage“ (days are so lonely) und „Traurigkeit der Nächte“ (nights are so blue), während er auf seine Geliebte wartet.
Little Richards damalige Freundin Lee Angel interpretierte den Song im Interview mit Richards Biografen Charles White als sehr persönliche Liebeserklärung: „Er hatte geplant, seine neue Platte Send Me Some Lovin’ an diesem speziellen Tag landesweit zu veröffentlichen. An diesem Abend erklärte er während der Show mir und 7.000 anderen Leuten, dass ich seine Verlobte sei und wir heiraten würden. So habe ich es erfahren. Er hatte Send Me Some Lovin’ alleine mir gewidmet.“ Aus der Hochzeit wurde allerdings nichts.

## Veröffentlichung
Send Me Some Lovin’ erschien zusammen mit Lucille als Little Richards sechste Specialty-Single mit der Nummer 598 im Februar 1957. Im gleichen Jahr folgten Lizenzausgaben bei London Records in Großbritannien, Deutschland, Dänemark, Italien und Japan. Etwas später kamen Ausgaben in Schweden, Norwegen und in den Niederlanden auf den Markt. Specialty gab zudem sechs EPs mit Material von Little Richard heraus, auf deren letzten Little Richard Vol. 3 der Song mit Boo Hoo Hoo Hoo, The Girl Can’t Help It und Heeby-Jeebies zusammengestellt war. Erst im Dezember 1958 kam der Titel in die Trackliste des Albums Little Richard – Vol. 2.

Leo Price’ Demo erschien 1992.

Nach dem Höhepunkt seiner Karriere bei Specialty Records zu Mitte der 1950er Jahre war Little Richard ab den 1960ern bei mehreren Plattenfirmen unter Vertrag. Hier spielte er sein bekanntes Repertoire gerne neu ein und passte es dem Musikgeschmack der jeweiligen Dekade an. Für Vee-Jay Records nahm er 1964 in Los Angeles zusammen mit unbekannter Studiobegleitung das Album Little Richard’s Greatest Hits auf, welches unter der Nummer 1124 erschien und Send Me Some Lovin’ enthielt. Ende 1965 war er zu Modern Records gewechselt, wo 1967 als Modern LP-1003 das Album The Wild and Frantic Little Richard erschien, das er zusammen mit den neu formierten Upsetters im Domino Club von Atlanta aufgenommen hatte. Zum Zeitpunkt dieser Veröffentlichung war Little Richard bereits bei Okeh Records unter Vertrag. Am 25. Januar 1967 entstand im Columbia Recording Studio unter der Leitung des Produzenten Larry Williams mit Billy Preston an der Orgel, Johnny Guitar Watson und Glen Willings an den Gitarren, Eddie Fletcher am Bass, Wade Jackson am Schlagzeug sowie Frank McCrary und Boogie Daniels an den Saxophonen das Album Little Richard’s Greatest Hits – Recorded Live!, das den Titel ebenfalls enthielt. Eine weitere Aufnahme erfolgte 1976 im Jack Clement Studio in Nashville, wo Little Richard von Denis Brownside am Klavier, Eddie Bayers am Schlagzeug, Jack Jackson am Bass sowie Paul Wormley und Pat Patnik an den Gitarren unterstützt wurde. Der Titel des Albums K-tel 462 Little Richard Live! lässt ebenso wie dessen Liner-Notes eine Live-Aufnahme vermuten, was sich beim Nachhören aber nicht bestätigen lässt. 1992 spielte Little Richard mit Unterstützung des Gitarristen Masayoshi Takanaka ein letztes Mal sein erfolgreiches Material für das Eastworld-Label ein.
Die Demoversion von Leo Price erschien erstmals ebenfalls 1992 auf dem Specialty-Sampler Creole Kings of New Orleans unter dem offiziellen Titel Send Me Some Lovin’. Der ursprüngliche Titel Wish You Were Here ist nur als Ansage der Studioleitung auf dem Take erhalten geblieben.

## Coverversionen
Send Me Some Lovin’ wurde über 60 Mal gecovert. Es liegen dänisch-, serbokroatisch- und deutschsprachige Adaptionen vor, so dass neben Price und Marascalco weitere Textautoren Urheberschaft beanspruchen dürfen.

Rockin’ Sidney auf Jin 45-164

- 1957 – The Crickets auf dem Album The Chirping Crickets, Brunswick BL 54038
- 1958 – Dorothy Collins auf Coral 9-61982
- 1959 – Elvis Presley, erschien 2010 auf dem Album Off Duty with Private Presley, Memphis Recording Service MRS30065859
- 1959 - The Four Playboys auf dem Album Stay with Me, Souvenir SR-1002
- 1960 – Barry Darvell auf Colt 110
- 1961 – Thurston Harris auf Aladdin 3468
- 1962 – Saša Popaz unter dem serbokroatischen Titel Nežno mi reci, Yugoton SY-1165
- 1962 – Brenda Lee auf dem Album Sincerely, Decca DL 74216
- 1962 – Rockin’ Sidney auf Jin 45-164
- 1962 – Leroy Jones auf Hit 51

Sam Cooke auf RCA Victor 8129

- 1963 – Sam Cooke auf RCA Victor 8129
- 1963 – Solomon Burke auf dem Album If You Need Me, Atlantic 8075
- 196? – The Huntsmen auf Pam 1001/1002
- 1963 – Johnny Kidd & the Pirates, aufgenommen 1963, erschien 1990 auf dem Album The Classic and Rare...., See for Miles 287
- 1964 – Gene Vincent auf dem Album Shakin Up a Storm, Columbia 33SX 1646
- 1964 – Mike St. Shaw auf Reprise 0325
- 1964 – Streaplers auf Odeon 204
- 1965 – Dean Martin auf dem Album Dean Martin Hits Again, Reprise RS-6146
- 1965 – King Curtis auf dem Album Plays the Hits Made Famous by Sam Cooke, Capitol 2341
- 1965 – The Hep Stars auf dem Album We and Our Cadillac, Olga LPO 01
- 1965 – The Sunspots auf Gazell C-164
- 1965 – Larry Williams & The „Stormsville Shakers“ auf Sue LP922, Star-Club Live
- 1966 – Jackie Shane auf Star Shot SS-3001
- 1967 – Poor Things auf dem Album Mixed Feelings, CBS S 63 002

Hank Williams Jr. und Lois Johnson auf MGM 14356

- 1967 – Stevie Wonder auf dem Album I Was Made to Love Her, Tamla TS279
- 1968 – Lloyd Price auf Double L 740
- 1968 – Jeanette Simpson auf Giant GN 35
- 1968 – Syl Johnson auf Twinight 107
- 1969 – Tom Jones zusammen mit Little Richard in einem Rock-’n’-Roll-Medley in der Fernsehsendung This Is Tom Jones vom 27. November 1969[11]
- 1969 – Derrick Morgan auf Crab 23
- 1971 – Slim Smith auf Jaguar J35
- 1972 – Hank Williams, Jr. und Lois Johnson auf MGM 14356
- 1972 – Chuck Price auf Omega International 35.988
- 1973 – Adriano Celentano auf dem Album Nostalrock, Clan Celentano CLN 65764
- 1973 – The Persuasions auf dem Album We Still Ain’t Got No Band, MCA 326
- 1974 – Allan Clarke auf dem Album Allan Clarke, EMC 3041

John Lennon auf einer belgischen Ausgabe

- 1975 – John Lennon auf dem Album Rock ’n’ Roll, Apple PCS 7169
- 1975 – Bamses Venner als Send mig et minde (dänisch) auf dem Album Bamses Venner, KMF JKLP 654
- 1977 – Scandinavians auf dem Album Puss & Kram, Polydor 2379 143
- 1978 – Sleepy LaBeef auf dem Album 1977 Rockabilly, Sun 1004
- 1979 – Rudolf Rock & die Schocker als Sehnsucht nach Liebe (deutsch) auf dem Album Rock ’n’ Roll Revival Show, Star-Club 9198 028
- 1979 – Chas & Dave auf dem Album Don’t Give a Monkey’s..., Rockney EMC 3303
- 1979 – Nalle als Send mig lidt elskov (dänisch) auf dem Album Rock ’N’alle Roll, Sonet SLP 1739
- 1982 – Crazy Cavan & The Rhythm Rockers auf dem Album Bop N Roll Party, Big Beat 1004/1005
- 1984 – Joe Bravo, JM 102
- 1992 – Otis Redding auf dem Album Remember Me (22 Previously Unissued Tracks), Stax SCD-8572-2
- 1992 – Warren Storm auf dem Album Night after Night, Jin 9036
- 1992 – Sherry Holly auf dem Album Looking Through Buddy’s Eyes, Cloud 9 Records, EAN 07 6234 84514 2 4
- 1993 – The Black Dynamites auf dem Album The Black Dynamites: Best of (1960-1964), Sam Sam Music CDHL 1009
- 1993 – The Blues Band im Swamp Medley: Honest I Do / Send Me Some Lovin’ / Rainin’ in My Heart auf dem Album Homage, Essential ESSCD202
- 1995 – The Cadillac Band auf dem Album 15 Years: Live On Stage, Croatia CD D 5068952
- 1996 – Danny Everett auf dem Album Indo Dreams, Rarity C192526
- 1997 – Belô Velloso auf dem Album Um Segundo, Velas 11 - V255
- 1999 – Kashief Lindo und Jigsy King auf Heavy Beat 168
- 1999 – Spooky Tooth auf dem Album Cross Purpose, Ruf 1030
- 1999 – The East & West Rockers auf dem Album Keep On Indo Rockin' - Vol.1, Rarity C192583
- 2000 – Carlos Segarra auf dem Album Rock & Roll Club, AZ-114 CD
- 2000 – The Kentucky Boys auf dem Album Live at the Rockabilly-Bop-Night Heidelberg, Brainless
- 2004 – The Arons auf dem Album Jacks Beat Records Anthology 1, Frost 0204
- 2006 – Hot Chickens auf dem Album Speed King, SFAX CD011
- 2010 – Jimmie Vaughan auf dem Album Plays Blues, Ballads & Favorites, Shout! Factory 826663-12106
- 2011 – Lasse Stefanz auf dem Album Cuba Libre, Mariann 5052498-6001-2-0
- 2011 – Sidney Butler auf dem Album A Taste of Sam Cooke, Not On Label EAN794465928626
- 2015 – The Unkool Hillbillies auf dem Album Merry Christmas, Unkool 201501

## Bedeutung, Kritik und Erfolg
Send Me Some Lovin’ ist laut Billy Vera „Richards großartigste Darbietung einer Blues-Ballade“. Aufgrund des Erfolgs und der zahlreichen Coverinterpretationen gilt der Song als Standard des Genres. Specialty 598 wurden über zwei Millionen Mal verkauft. Der Goldstatus wurde aber nicht durch eine Goldene Schallplatte zertifiziert, die erst ab 1958 von der Recording Industry Association of America zentral vergeben wurden. Doch stieg die Platte mit beiden Seiten in die amerikanischen Billboard-Charts ein. Send Me Some Lovin’ hielt sich dabei im Frühjahr 1957 elf Wochen in den schwarzen Rhythm-and-Blues-Charts mit einer Spitzenposition auf Platz 3. Zudem gelang der Crossover in die genreunabhängigen Pop-Charts, wo der Titel zwölf Wochen mit einer Spitzenposition auf Platz 54 verblieb. Damit war die Platte seit Little Richards Debüt Tutti Frutti bei Specialty 1955 seine sechste Hit-Single in Folge. Von der Verwertungsgesellschaft BMI wurde der Song mit einem hauseigenen Preis ausgezeichnet.
Die Ballade schaffte es in besonderer Weise, die Transformation des afroamerikanischen Mainstreams vom Rhythm and Blues zum Soul mitzugehen. Die von Luigi Creatore und Hugo Peretti produzierte Version von Sam Cooke erreichte 1963 Platz 2 im R&B-Markt und verblieb zehn Wochen in den Charts. Sein neunwöchiger Crossover im Pop-Segment führte in bis auf Platz 13. Tom Scocca befand, Cooke habe das Lied mit seiner „wunderschönen, unsterblich soul-vollen Stimme“ gesungen „ohne auch nur zu versuchen, Little Richards Messlatte zu erreichen“. Anhand dieser Coverversion erläutert das Rolling-Stone-Magazin den großen Einfluss, den Little Richard auf die Entwicklung der Soul-Musik hatte: „Man kann die Spuren seiner gestreichelten Konsonanten und verschnörkelten Vokale in [Sam] Cookes samtig-weichen Darbeitung hören und wenn er die Intensität anzieht, wirkt es, als entwerfe er die Blaupause für den soulvollen, schäbig flehenden Stil, den [Otis] Redding perfektionierte.“ 1972 konnte sich schließlich Hank Williams, Jr. im Duett mit Lois Johnson für vierzehn Wochen mit einer Bestplatzierung auf Rang 14 in den Country-Charts platzieren.
Eine umfangreiche Beatles-Literatur beleuchtet die Version von John Lennon, der diese für sein im Jahr 1975 veröffentlichtes Album Rock ’n’ Roll aufgenommen hatte. Es war der zweite Teil eines Sam-Cooke/Little-Richard-Medleys, der andere Titel war Bring It On Home to Me. Lennon war zwar vertraut mit der Little-Richard-Version, orientierte sich allerdings an Cookes Fassung aus dem Jahr 1963. Bei Lennons Gesang finden sich Anleihen von Buddy Hollys Fassung aus dem Jahr 1957. Die Aufnahmen für das Medley Bring It On Home to Me/Send Me Some Lovin’ fanden am 22. Oktober 1974 in den Record-Plant-Studios in New York statt. Neben Lennon (Gesang und Gitarre) waren Klaus Voormann (E-Bass), Jesse Ed Davis (Gitarre), Eddie Mottau (Gitarre), Kenneth Ascher (Klavier), Jim Keltner (Schlagzeug), Arthur Jenkins (Perkussion), Joseph Temperley (Saxophon), Dennis Morouse (Saxophon) und Frank Vicari (Saxophon) beteiligt. Eine alternative Version des Medleys erschien 1998 auf der John Lennon Anthology, unter anderem fehlen hier die Bläser.
Little Richard nahm Send Me Some Lovin’ in sein Live-Repertoire auf, welches er zeit seiner langen Karriere immer wieder spielte. Bei Konzerten im Paramount Theater in Brooklyn, New York flüsterte ihm der Veranstalter Alan Freed den Songtitel aus dem Backstage-Bereich als seine Lieblingsnummer zu; ein Wunsch, dem Little Richard gerne nachkam. Für Leo Price war die Ko-Autorschaft der größte Erfolg seiner Karriere, in der er mit Can’t Believe You Wanna Leave immerhin noch einen weiteren Beitrag zu Little Richards Repertoire leisten konnte. John Marascalco konnte mit der Platte seine erfolgreiche Zusammenarbeit mit Little Richard fortsetzen. Er fand es bemerkenswert, dass er einen Song von Lloyd Price’ Bruder überarbeiten durfte, da er Lloyds Debütsingle und Millionenseller Lawdy Miss Clawdy aus dem Jahr 1952 zu seiner College-Zeit für die beste Platte gehalten hatte, die er jemals gehört habe: „Wenn ich jemals einen Song wie diesen schreiben könnte, wäre ich ein glücklicher Italiener!“